# Томас фон Фалкенщайн
Томас фон Фалкенщайн (на немски: Thomas von Falkenstein; † сл. 1425/1482) от род Фалкенщайн от Шварцвалд и Швейцария е ландграф в Зизгау, майор на Фрайбург.
Той е големият син на фрайхер Ханс Фридрих фон Фалкенщайн, ландграф в Бухсгау и Зизгау († 1427, млад) и съпругата му Кларана фон Тирщайн († 1465), дъщеря на Ото III, последният граф на Тирщайн-Фарнсбург и ландграф в Зизгау († 1418). Внук е на рицар фрайхер Ханс II фон Фалкенщайн, ландграф в Зизгау († 1429) и Сузана фон Ептинген († 1427). Потомък е на граф Рудолф I фон Фалкенщайн († ок. 1250) и на фон Нойенбург-Нидау, дъщеря на граф Улрих III фон Нидау († 1225). (Според друг източник той е син на Хилдебранд фон Фалкенщайн († 1375) и съпругата му Гунза фон Тодтнау († сл. 1378). Внук е на Валтер фон Фалкенщайн († сл. 1340) и Анна фон Щюлинген († сл. 1317). Правнук е на Хилдебранд фон Фалкенщайн († 1302).)
През 1426 г. фамилията Фалкенщайн продават Бухсгау на Берн и Золотурн. Брат е на Ханс III фон Фалкенщайн ландграф в Зизгау († 1462) и на четири сестри. Баща им Ханс Фридрих умира изненадващо млад (1427) и непълнолетните Томас и брат му Ханс са под опекунството на градовете Берн и Золотурн. Те растат най-вече в Берн. През 1428 г. те стават пълнолетни и им се дава службата на ландграф в Зизгау.
Томас води битки, заедно с Ханс фон Рехберг участва във военни и крадливи походи в швейцарската и швабската територия.

## Фамилия
Томас фон Фалкенщайн се жени за Урсула фон Рамщайн, дъщеря на Рудолф фон Рамщайн, фрайхер на Цвинген и Гилгенберг († 1459) и Урсула фон Дирзберг-Геролдсек († 1474). Те имат една дъщеря:
- Елизабет фон Фалкенщайн († 19 ноември 1520)

Томас фон Фалкенщайн се жени втори път за графиня Амелия фон Вайнсберг († 1410), дъщеря на граф Енгелхард VIII фон Вайнсберг († 1417) и графиня Анна фон Лайнинген-Хартенбург (1347 – 1413/1415), дъщеря на граф Емих VI фон Лайнинген-Хартенбург († 1381) и първата му съпруга Луитгард (Лукард) фон Фалкенщайн († 1354/1362), дъщеря на Куно II фон Фалкенщайн-Мюнценберг († 1333). Те имат пет деца:
- Елизабет фон Фалкенщайн († 19 ноември 1520)
- Зигмунд фон Фалкенщайн († 25 април/юни 1533), фрайхер на Фалкенщайн, женен пр. 26 октомври 1506 г. за Вероника фон Емс († 1533/1554); имат син и дъщеря
- Томас II фон Фалкенщайн († сл. 27 август 1518)
- Амалия фон Фалкенщайн († сл. 1499), омъжена за Ханс фон Балдег († сл. 1508)
- Анна фон Фалкенщайн († 23 февруари/24 април 1534)
- Филип фон Фалкенщайн († сл. 1494)

Томас фон Фалкенщайн има от друга връзка два сина:
- Ханс фон Фалкенщайн? (* пр. 1471)
- Томас фон Фалкенщайн? (* пр. 1471)